# Mikaela Neaze Silva
Mikaela Neaze Silva (Mosca, 28 aprile 1994) è un personaggio televisivo, ballerina e attrice italiana.

## Biografia
Nasce a Mosca, in Russia, da padre angolano e madre afghana, il 28 aprile 1994. Coltiva fin da piccola la passione per la danza, che inizia a praticare a cinque anni. All'età di sei anni si trasferisce in Italia, a Camogli (in Liguria), dove frequenta il liceo linguistico, diplomandosi; Mikaela parla cinque lingue. All'età di diciotto anni si trasferisce in Cina e vi rimane per tre anni, affermandosi come ballerina e modella. Tornata in Italia, entra nel corpo di ballo di numerosi programmi televisivi, tra cui Zelig, Dance Dance Dance e Facciamo che io ero. 
Il 25 settembre 2017 viene scelta come velina bionda del noto telegiornale satirico di Canale 5 Striscia la notizia, insieme a Shaila Gatta nel ruolo di velina mora, ruolo che la porta a doversi tingere i capelli di biondo. Le due lasciano il programma il 12 giugno 2021, dopo quattro stagioni, diventando le veline con il maggior numero di puntate (903). Nelle estati 2019, 2020, 2021 e 2022 conduce Paperissima Sprint insieme a Shaila Gatta, Vittorio Brumotti e il Gabibbo. Dal settembre 2021 è ospite fissa a Tiki Taka - La repubblica del pallone su Italia 1. L'8 novembre dello stesso anno, insieme alla collega Shaila Gatta, ritorna a vestire i panni della velina, sostituendo le veline in carica Giulia Pelagatti e Talisa Jade Ravagnani che, nel pieno rispetto delle normative anti-COVID-19, sono costrette ad osservare un periodo di quarantena fiduciaria poiché entrate in contatto con una persona successivamente risultata positiva al Coronavirus. Il 28 febbraio 2022 torna assieme alla collega Shaila Gatta a vestire i panni di velina affiancando Giulia Pelagatti.

## Programmi televisivi
- Zelig Event (Canale 5, 2016) - ballerina
- Dance Dance Dance (Fox Life, 2016-2017) - ballerina
- Facciamo che io ero (Rai 2, 2017) - ballerina
- Striscia la notizia (Canale 5, 2017-2022) - velina
- Paperissima Sprint (Canale 5, 2019-2022)
- Tiki Taka - La repubblica del pallone (Italia 1, 2021-2022) - ospite fissa

## Filmografia
- Yolo - You Only Love Once, regia di Michele Bertini Malgarini – miniserie TV, 6 puntate (2023)
- Never Too Late – serie TV, 10 episodi (2024)